# Покутський стрій
Покутський стрій — народне вбрання Покуття.Історичне Покуття це сучасні Городенківський, Коломийський, Снятинський райони (нижнє Покуття), а також Тлумач, Галич, Станиславів (нині Івано—Франківськ) (верхнє Покуття).

## Чоловічий стрій

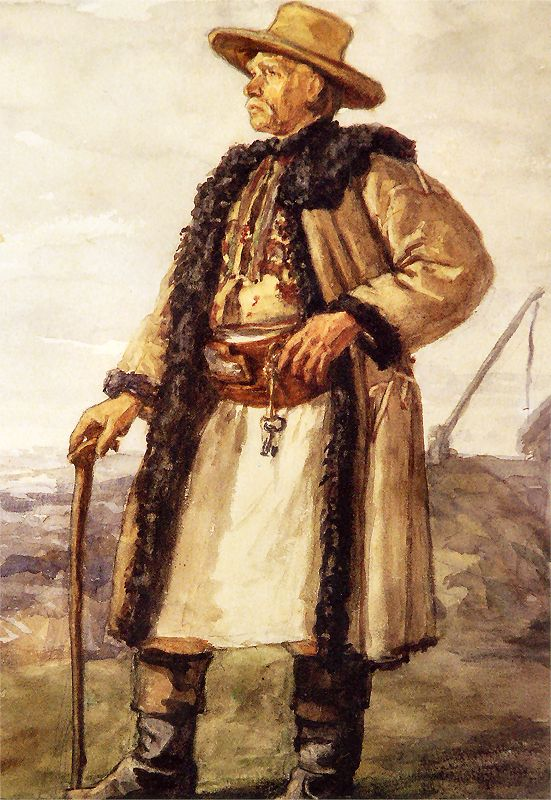
Стрій з нижнього Покуття (околиць Городенки, Снятина, Обертина).

Чоловіки носили довгу лляну сорочку поверх штанів з вузьким комірцем — стійкою, який був вишитий шовком або шерстю. До сорочки носили ремінь або черес. Молоді хлопці носили сорочки, також ще й вишиті спереду. На голові носили солом'яні капелюхи, які на свята прикрашали плетеними герданами, качачим або павлиним пір'ям, також стрічками чи шерстяним шнуром з кутасами.
Влітку чоловіки носили білі полотняні вузькі штани (портяниці), а зимою — ширші «до очкура» з тонкого найчастіше гранатового сукна — ногавиці або білі з доморобного сукна — холошні. Штани носили заправлені в високі чорні чоботи, часом закочені зверху.
Плечовим одягом був чорний сіряк, який сягав нижче коліна. Такі сіряки були без каптурів і без зборів, а мали ззаду два клини. Зимою носили довгі білі кожухи прикрашені по швах волічкою. Зимою на голові носили баранячі шапки з верхом з червоного або гранатового сукна. Такі шапки мали «вуха» з лисячого хутра, які в холод опускали на вуха. До строю належала також вовняна сумка дзьобенька з широким помаранчевим пасом. Таку сумку носили через ліве плече на правому боці.

## Жіночий стрій
Жінки носили в будень сорочки з грубого лляного полотна. Святкова сорочка зверху була з тонкого полотна і підточка з грубшого. Такі сорочки мали вузький комірець — стійку та вишиті були на комірці і на дудах. Сорочки були вишиті також на поликах шовком або шерстю. Святкова сорочка була вишита широкими смугами на «поликах». Традиційними кольорами були світлий та темний зелений, жовтий, чорний, червоний. У заможних жінок та в дівчат були вишиті цілі рукави спереду («вишивані рукави»).
Жінки та дівчата в будні носили обвиту навколо стану фоту (1,5 м), чорного кольору в червоні поздовжні паси або гранатову в чорні паси, фота була переткана золотими нитками. У свята заможніші або в околицях навколо міст носили спідниці або рантухи з купленого сукна небесної барви, оздоблені низом золотими або срібними галунами. Зверху на фоту пов'язували крайку і на крайку ще один тканий з узорами ширший пояс, кінці якого були оздоблені і звисали попереду на запаску. Зимою жінки носили такі самі кожухи як і чоловіки.
На голові жінки носили чепець-сітку, поверху якого вдягали вив'язаний з шерсті «обруч». По верху обруча пов'язували тонку лляну перемітку, кінці якої були вишиті шовком або шерстю (червоними, зеленими, жовтими кольорами). Намітку пов'язували так, щоб кінці спадали на плечі, один кінець спадав на інший і був коротший. Жінки носили обрізане по плечі волосся. В будні дні жінки носили хустки.
Дівчата зачісували коси гладко назад, заплітали дві коси, спереду вплітали шерстяні різнокольорові шнури, які звисали як стрічки на плечі. На голові носили також у вигляді стрічки плетені гердани або шерстяну вив'язану стрічку. Дівчата носили на голові червону бінду (стрічку) з стрічками, яку прикрашали позолотою та квітами. На шиї носили різноманітне намисто, а також до того, нитку з старими монетами, часто срібними і золотими або з цинку чи месінгу.
На ногах носили чоботи, в свята жовті або зелені сап'янці. Вдома ходили босі.
Ближче до Підгірця стрій покутський був подібним на гуцульський. Тут уже замість звиклих кожухів як чоловіки, так і жінки носили кептарі. Жінки тут носили персні, кульчики і багато скляних коралів.
Стрій з вернього Покуття (околиці Станиславова, Тлумача, Галича).
Чоловіки і жінки тут носили чорні сіряки з каптурами до стану — опончі. Опончі були оздоблені по швах зеленими і червоним влочками шнурками. Прикраси були на швах спини, на комірі, на кишенях. Біля Галича чоловіки ходили в гранатових жупанах підперезані широкими шкіряними поясами. Решта одягу була такою ж як і в нижньому Покутті.

## Галерея

Покуття. Чоловік 1788.
Покуття.Жінка 1788.
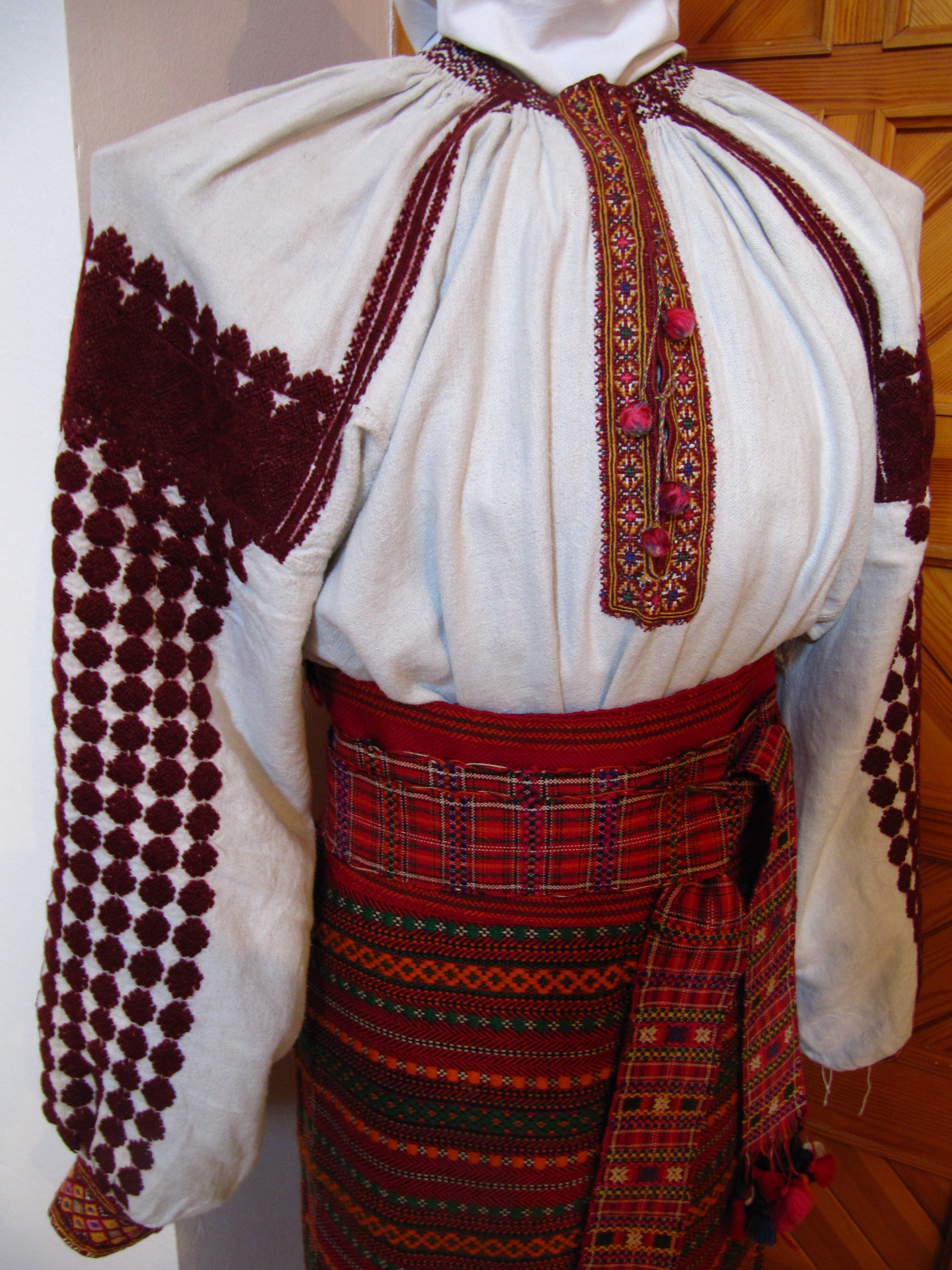